# Cuma eolica

Cuma eolica tra le colonie greche in Asia Minore

Cuma (chiamata comunemente Cuma eolica per distinguerla dall'omonima città campana; in greco Κύμη, Kyme) è una città dell'antica Grecia, oggi Aliağa in Turchia.
Situata nell'Eolide, in Asia Minore, a nord del fiume Ermo, fu fondata secondo la leggenda da un'amazzone eponima.
Poco si sa circa la fondazione della città oltre alla leggenda. Coloni dalla Grecia continentale (molto probabilmente la Cuma euboica) migrarono attraverso il Mar Egeo durante la tarda età del bronzo quando le orde di invasori dorici posero fine alla civiltà micenea una volta potente intorno al 1050 a.C..
Durante la tarda età del Bronzo e l'inizio del Medioevo ellenico il dialetto di Cuma e della regione circostante di Eolide, così come quello della vicina isola di Lesbo, era molto simile al dialetto della Tessaglia e della Beozia.
Secondo gli storici, in realtà, sorse a opera di coloni dell'Eolide. Da alcuni scritti di Erodoto, infatti, si evince che Cuma fu una delle dodici città più antiche dell'Eolide. Dei coloni provenienti da Cuma, nell'VIII secolo a.C., si unirono ai calcidesi per fondare poi la colonia di Cuma sul mar Tirreno.
Conquistata dai Persiani, fece parte poi della Lega delio-attica, per poi staccarsi da questa dopo lo scoppio della guerra del Peloponneso quando formò un'alleanza con Sparta. Nel 386 a.C., dopo la pace di Antalcida, ritornò sotto il dominio persiano, quindi sotto quello dei Seleucidi e degli Attalidi. Divenne, infine, una città della provincia romana d'Asia.
Cuma fu la patria del padre di Esiodo e dello storico Eforo di Cuma. Sulle sue rovine sorge oggi il villaggio di Namurtkoy, presso Aliaga, in Turchia.